# Juan Ayra
Juan Ayra (23 giugno 1911 – 26 ottobre 2008) è stato un calciatore cubano, di ruolo portiere.

## Biografia
È morto nel 2008 all'età di 97 anni.

## Carriera

### Club
Si sa poco della sua attività nei club: nel 1938, all'epoca dei mondiali, giocava per l'Hispano América, mentre nel 1947 era all'Iberia L'Avana; entrambi i club erano della massima serie cubana.

### Nazionale
Portiere di riserva di Benito Carvajales nella nazionale cubana ai mondiali 1938, la sua unica apparizione nella competizione fu nella seconda partita degli ottavi di finale contro la Romania.

## Statistiche

### Cronologia presenze e reti in nazionale
| Cronologia completa delle presenze e delle reti in nazionale ― Cuba | Cronologia completa delle presenze e delle reti in nazionale ― Cuba | Cronologia completa delle presenze e delle reti in nazionale ― Cuba | Cronologia completa delle presenze e delle reti in nazionale ― Cuba | Cronologia completa delle presenze e delle reti in nazionale ― Cuba | Cronologia completa delle presenze e delle reti in nazionale ― Cuba | Cronologia completa delle presenze e delle reti in nazionale ― Cuba | Cronologia completa delle presenze e delle reti in nazionale ― Cuba |
| Data                                                                | Città                                                               | In casa                                                             | Risultato                                                           | Ospiti                                                              | Competizione                                                        | Reti                                                                | Note                                                                |
| ------------------------------------------------------------------- | ------------------------------------------------------------------- | ------------------------------------------------------------------- | ------------------------------------------------------------------- | ------------------------------------------------------------------- | ------------------------------------------------------------------- | ------------------------------------------------------------------- | ------------------------------------------------------------------- |
| 9-6-1938                                                            | Tolosa                                                              | Cuba                                                                | 2 – 1                                                               | Romania                                                             | Mondiali 1938                                                       | -1                                                                  | }                                                                   |
| Totale                                                              |                                                                     | Presenze                                                            | 1                                                                   |                                                                     | Reti                                                                | -1                                                                  |                                                                     |